# Brian Wilde
Brian George Wilde (13 de junio de 1927–20 de marzo de 2008) fue un actor británico, conocido por sus papeles televisivos, particularmente los de Mr Barrowclough en Porridge y "Foggy" Dewhurst en Last of the Summer Wine.  Su rostro lúgubre y cansado fue un elemento básico de la televisión británica a lo largo de cuarenta años.

## Carrera
Aunque nacido en Ashton-under-Lyne, Inglaterra, se crio en Devon y Hertfordshire y se educó en la Richard Hale School. Más adelante estudió interpretación en la RADA.
En 1957 hizo un pequeño papel en el film de horror Night of the Demon, y entre sus primeros trabajos televisivos se incluye la serie The Love of Mike (1960) e interpretaciones en episodios del show televisivo de Tony Hancock para Associated TeleVision en 1963. También fue el Detective Halcro en una serie sobre Scotland Yard, The Men from Room Thirteen (BBC, 1959–61). En el cine tuvo pequeños papeles en películas como Life for Ruth (1962), The Bargee (1964), The Jokers (1967) y Carry On Doctor (1967), y en televisión, en Room at the Bottom (1966–67), fue Mr. Salisbury. Su primer gran éxito televisivo llegó en 1970 con el papel de "Bloody Delilah" en la sitcom de Independent Television (ITV) The Dustbinmen. Más adelante mostró una faceta siniestra interpretando a Mr. Peacock en la serie infantil Ace of Wands. En 1971 fue un asesino en The Uninvited, un episodio de la serie de temática sobrenatural de la BBC Out of the Unknown, y ese mismo año actuó en el drama televisivo Elizabeth R, interpretando a Richard Topcliffe, encargado de torturar a los prisioneros en la Torre de Londres.

### Porridge
En 1973 interpretó a un peculiar carcelero en el segundo episodio de Seven of One, una serie de siete historias individuales, todas ellas protagonizadas por Ronnie Barker. En el capítulo, titulado "Prisoner and Escort", Wilde era Mr Barrowclough, un oficial de prisiones cuya tarea era escoltar al personaje interpretado por Barker, Norman Stanley Fletcher, a su prisión. El episodio tuvo éxito, y la BBC inició una serie titulada Porridge, en la que Wilde retomó su papel de Barraclough. Porridge alcanzó el éxito y se mantuvo hasta el año 1977, rodándose una adaptación cinematográfica en 1979.

### Last of the Summer Wine
Wilde hizo otro famoso papel en 1976, cuando entró a formar parte del trío de viejos protagonistas de la sitcom de la BBC Last of the Summer Wine. Su personaje, Walter "Foggy" Dewhurst, era un exmilitar que planeaba las aventuras del grupo con precisión militar y detalle esmerado. Wilde permaneció en la serie durante nueve años, antes de dejarla en 1985 para participar en otros proyectos. Su personaje fue sustituido por el interpretado por Michael Aldridge, Seymour Utterthwaite.
Cuando Aldridge dejó Last of the Summer Wine, Wilde volvió como Foggy en 1990, reuniendo al reparto más popular de la serie. A causa de una enfermedad, en 1998 Wilde fue temporalmente sustituido por Frank Thornton. Sin embargo, la filmación de un especial navideño en el que se presentaba el personaje de Thornton produjo un problema de programación que hizo imposible la vuelta de Wilde a la serie.

### Otras interpretaciones
En 1967 participó en el episodio de la serie televisiva Los Vengadores "The Fear Merchants", con el papel de Jeremy Raven. En 1988 interpretó su propia serie en la BBC, Wyatt's Watchdogs, en el papel del Mayor Wyatt, un militar retirado que organiza un grupo de vigilancia en su vecindario. El personaje era bastante similar a Foggy, y en el show trabajaba junto a Trevor Bannister con un guion de Miles Tredinnick.
Además, dio voz al mago Meredith en la serie infantil de animación Alias the Jester, y fue el narrador de otro producto de animación, Microscopic Milton.

### Fallecimiento
Brian Wilde sufrió una caída en enero de 2008 de la cual nunca se recuperó. Falleció, mientras dormía, en la mañana del 20 de marzo de 2008 en su domicilio en Ware, Inglaterra. Le sobrevivieron su esposa Eva, un hijo y una hija. Sus restos se conservan en el Crematorio Harwood Park de Stevenage.

## Papeles televisivos
| Año                     | Título                  | Papel                   |
| ----------------------- | ----------------------- | ----------------------- |
| 1966 a 1967             | Room at the Bottom      | Mr Salisbury            |
| 1967                    | Los Vengadores          | Jeremy Raven            |
| 1969 a 1970             | The Dustbinmen          | Bloody Delilah          |
| 1972                    | Ace of Wands            | Mr Peacock              |
| 1973                    | Secrets                 | Mayor Forster           |
| 1973 a 1977             | Porridge                | Mr. Henry Barraclough   |
| 1976 a 1985 1990 a 1997 | Last of the Summer Wine | Walter "Foggy" Dewhurst |
| 1984 a 1986             | Kit Curran              | Roland Simpson          |
| 1988                    | Wyatt's Watchdogs       | Mayor John Wyatt        |

## Selección de su filmografía
| - Simon and Laura (1955) - Tiger in the Smoke (1956) - Night of the Demon (1957) - Girls at Sea (1958) - Corridors of Blood (1958) - Beyond the Curtain (1960) - We Joined the Navy (1962) - Life for Ruth (1962) - The Informers (1963) - The Bargee (1964) - Darling (1965) | - The Jokers (1967) - Carry On Doctor (1967) - One Brief Summer (1970) - Connecting Rooms (1970) - Goodbye Gemini (1970) - No Sex Please, We're British (1973) - Alfie Darling (1975) - To the Devil a Daughter (1976) - Adventures of a Taxi Driver (1976) - Porridge (1979) |